# St. Joseph (Marienloh)

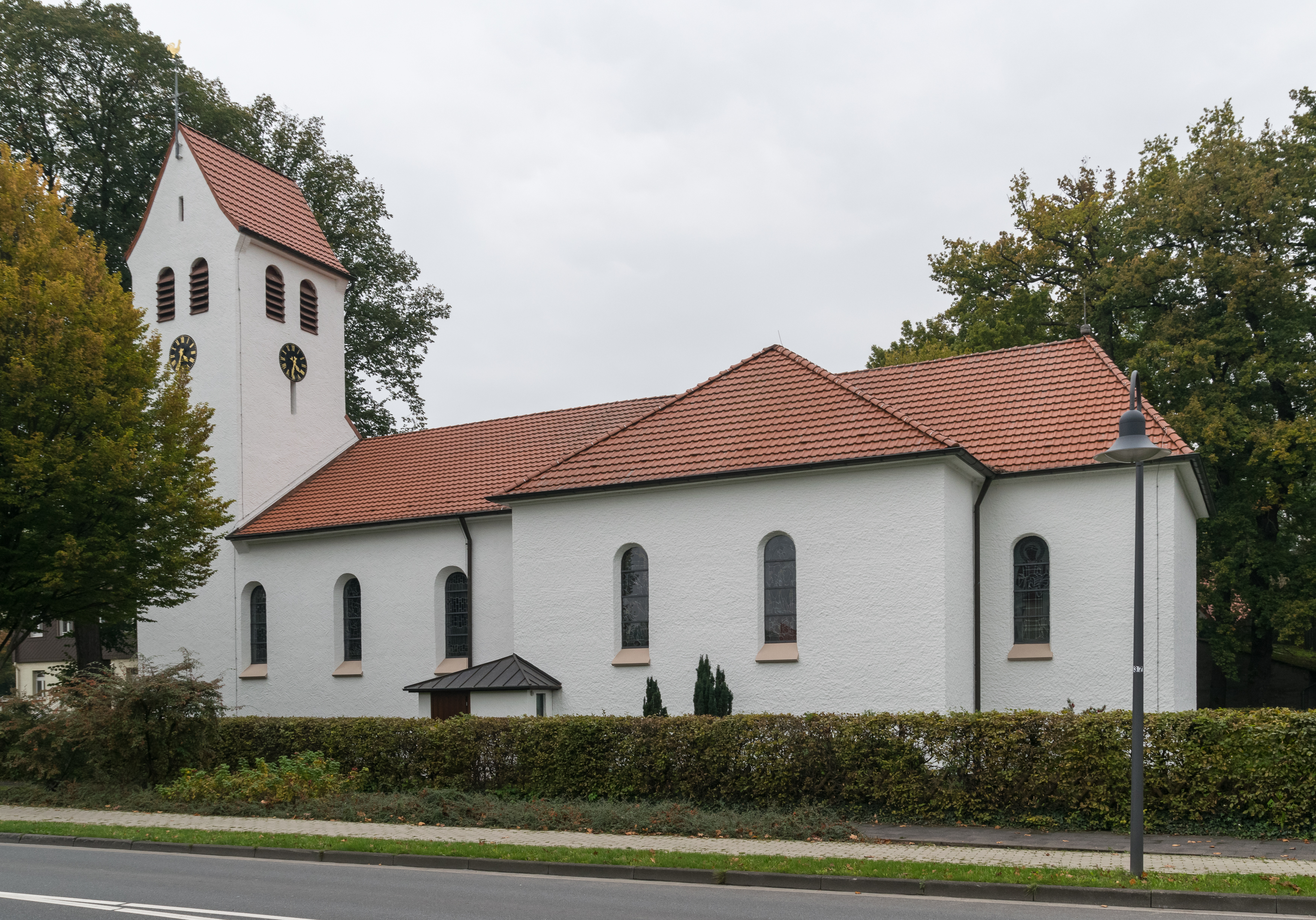
Katholische Kirche St. Joseph in Paderborn-Marienloh

St. Joseph ist die Pfarrkirche der römisch-katholischen Pfarrgemeinde St. Joseph in Paderborn, Ortsteil Marienloh. Sie steht an der Detmolder Straße im Ortskern von Marienloh. Die Pfarrkirche ist zugleich eine Wallfahrtskirche zur „Mutter der sieben Freuden“.
Die Pfarrgemeinde St. Joseph bildet mit acht weiteren Pfarrgemeinden den Pastoralen Raum An Egge und Lippe.

## Geschichte der Pfarrkirche
Einen ersten Hinweis auf eine Kapelle in „Mergenloh“ gibt es im Jahre 1565. In diesem Jahr inkorporierte Bischof Rembert die Kapelle vom Klokenhof dem Busdorfstift in Paderborn. Sie war zu der Zeit in den Händen adeliger Grundherren und völlig verfallen.
Auf die Initiative des Generalvikars Laurentius von Dript hin wurde 1678 mit dem Neubau der Kapelle begonnen. Nach den Maßen des heiligen Hauses in Loreto entstand die Kapelle neu. Zwei Jahre später konnte Weihbischof Niels Stensen diese zu Ehren der Jungfrau Maria zum Schnee konsekrieren.
Seit unvordenklicher Zeit war der Nachbarort Neuenbeken Pfarrort für die Bewohner Marienlohs. In der Loretokapelle fanden daher keine regelmäßigen Gottesdienste statt. Allein die Paderborner Franziskaner feierten jedes Jahr am Fest der Dreifaltigkeit Gottesdienst in Marienloh.
Erst in den Jahren von 1833 bis 1840 fand regelmäßig ein Gottesdienst in der Kapelle statt. Mit Schreiben vom 15. Oktober 1833 erteilte das Generalvikariat von Paderborn dem Pfarrer von Neuenbeken die widerrufliche Genehmigung, das Allerheiligste in der Kapelle aufzubewahren. Bereits 1835 beklagte der zuständige Vikar, dass kaum ein Drittel der Einwohner von Marienloh Platz in der Kapelle fänden und der Priester vor dem Altar den Leuten so nahe stehe, dass er sich kaum umdrehen könne. Ein erster Versuch im Jahre 1838, zu einem Neubau zu kommen, misslang.

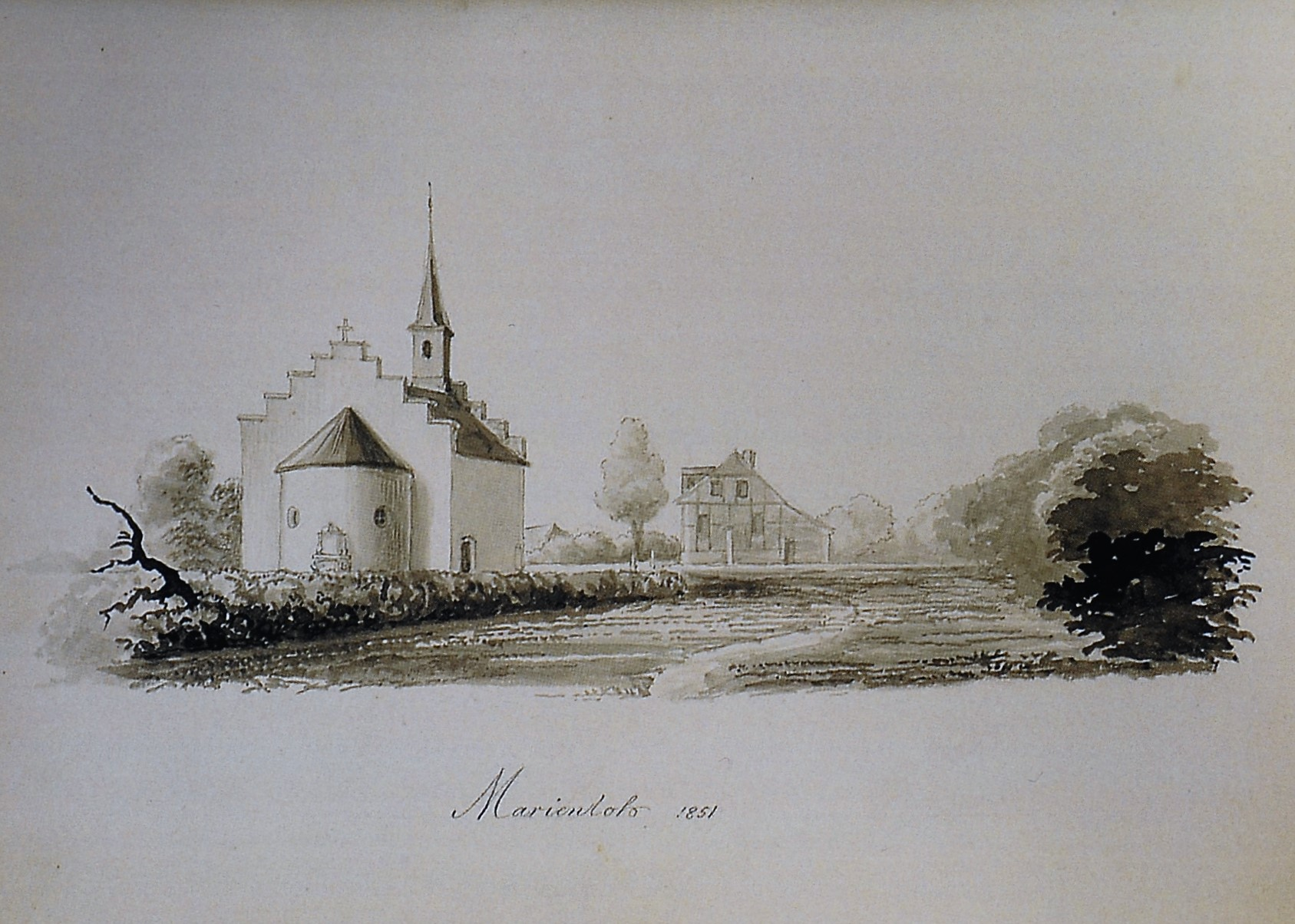
Marienloh 1851, Zeichnung von Franz Josef Brand

In den Jahren 1846 und 1847 übernahm ein ehemaliger Kanoniker am Busdorfstift von Paderborn, Herrmann von Hartmann (1787–1860), die Planung einer neuen Kapelle, die Finanzierung erfolgte aus seinem Privatvermögen. Die größere Kapelle benötigte mehr Platz, zumal von Hartmann auch den Bau eines Pfarrhauses mit zugehörigem Garten plante. Gefunden wurde er dort, wo noch heute die Pfarrkirche steht. Am 28. März 1848 wurde der Grundstein für einen Neubau gelegt und bereits am 16. November desselben Jahres in dem neuen Gotteshaus die erste Messe gefeiert. Es kann unterstellt werden, dass die Kirche bei ihrer Weihe das Patrozinium St. Joseph erhielt. Es bleibt ungeklärt, weshalb Marienloh (von Bendesloh in ad Sanctum Mariam in dem Lo umbenannt) keine Marienkirche erhalten hat.
Zielstrebig und hartnäckig verfolgte Kanonikus von Hartmann seinen Plan einer eigenständigen Pfarrgemeinde. Nach erheblichem Widerstand gab die bischöfliche Behörde von Paderborn schließlich nach. Friedrich Johann Hartmann begann am 16. Mai 1858 seinen Dienst und wurde damit der erste in Marienloh ansässige und für die Seelsorge zuständige Geistliche.
Die Marienloher Kirche blieb zunächst eine Filialkirche von Neuenbeken. Die geringe Seelenzahl und die mit der Abpfarrung verbundenen Finanzfragen zögerten die Errichtung einer eigenen Pfarrei bis zum Jahre 1894 hinaus.
Auch der größere Kirchenbau genügte Anfang des 20. Jahrhunderts nicht mehr den Anforderungen einer gewachsenen Gemeinde. „An den Sonn- und Feiertagen herrschte eine beängstigende Fülle im Gotteshaus“ (Kirchenchronik). Im Sommer 1935 begannen die Arbeiten zu einem Erweiterungsbau, am 22. Dezember 1935 konnte der erneuerte und vergrößerte Kirchenraum eingeweiht werden. Der Wunsch, die Kirche wegen des starken Verkehrs an der unmittelbar gelegenen Reichsstraße an einem ruhigeren Ort neu zu bauen, scheiterte an den finanziellen Möglichkeiten.
Die alte Kirche war ein Bau von 9,5 m Länge mit einer Reihe von drei Fenstern an der Südseite und einem Dachreiter für die Glocke. Der Architekt erweiterte die Kirche, indem er nach Osten hin ein Querschiff von 9 mal 14 Metern und ein Chorrechteck von 5 mal 7 Metern vor den Altbau setzte. Der Innenraum wurde dadurch um das Doppelte vergrößert und erhielt zudem durch den Einbau weiterer Fenster viel Licht. Der kleine Dachreiter wich einem Glockenturm von 5 mal 5 Meter Grundfläche. Die drei Glocken wurden 1937 in Brilon für die Pfarrkirche gegossen. Sie haben die Töne e, g und a und sind aus Sondermessing gefertigt.
Die Pfarrkirche blieb in ihren äußeren Maßen bis auf zwei kleinere Anbauten bis heute unverändert.

## Geschichte des Wallfahrtsorts Marienloh
Die Pfarrkirche St. Joseph ist zugleich eine Wallfahrtskirche. Gläubige aus der näheren und weiteren Umgebung kommen, um vor dem Gnadenbild der „Mutter der sieben Freuden“ zu beten.
Auf einen mittelalterlichen Marienkult in Marienloh deutet schon der Name des Ortes hin, der ursprünglich Bendeslo, aber schon 1340 Marienloh hieß. Also muss damals hier bereits eine Marienverehrung bestanden haben und vermutlich auch ein Gnadenbild vorhanden gewesen sein.
Eine Kapelle vom Klokenhof in Mergenloh wird 1565 urkundlich erwähnt, als sie vom Bischof Rembert (1547 – 1568) dem Busdorfstift in Paderborn inkorporiert, d. h. einverleibt wird. Sie befand sich bis dahin in den Händen adeliger Grundherren. In der Folgezeit haben sich die Dechanten des Stiftes um die Förderung des Marienkultes in Marienloh verdient gemacht.
In einem Bericht aus dem Jahr 1674 wird die Kapelle als vollständig verfallen bezeichnet. Sie wurde denn auch 1678 abgebrochen. Aber sofort wurde auf Kosten des Generalvikars Laurentius von Dript und des Pfarrers Kriger von Neuenbeken – Marienloh gehörte bis 1894 zur Pfarrei Neuenbeken – an derselben Stelle eine neue Kapelle gebaut, und zwar nach dem Vorbild des Heiligen Hauses in Loreto, darum auch Loretokapelle genannt.

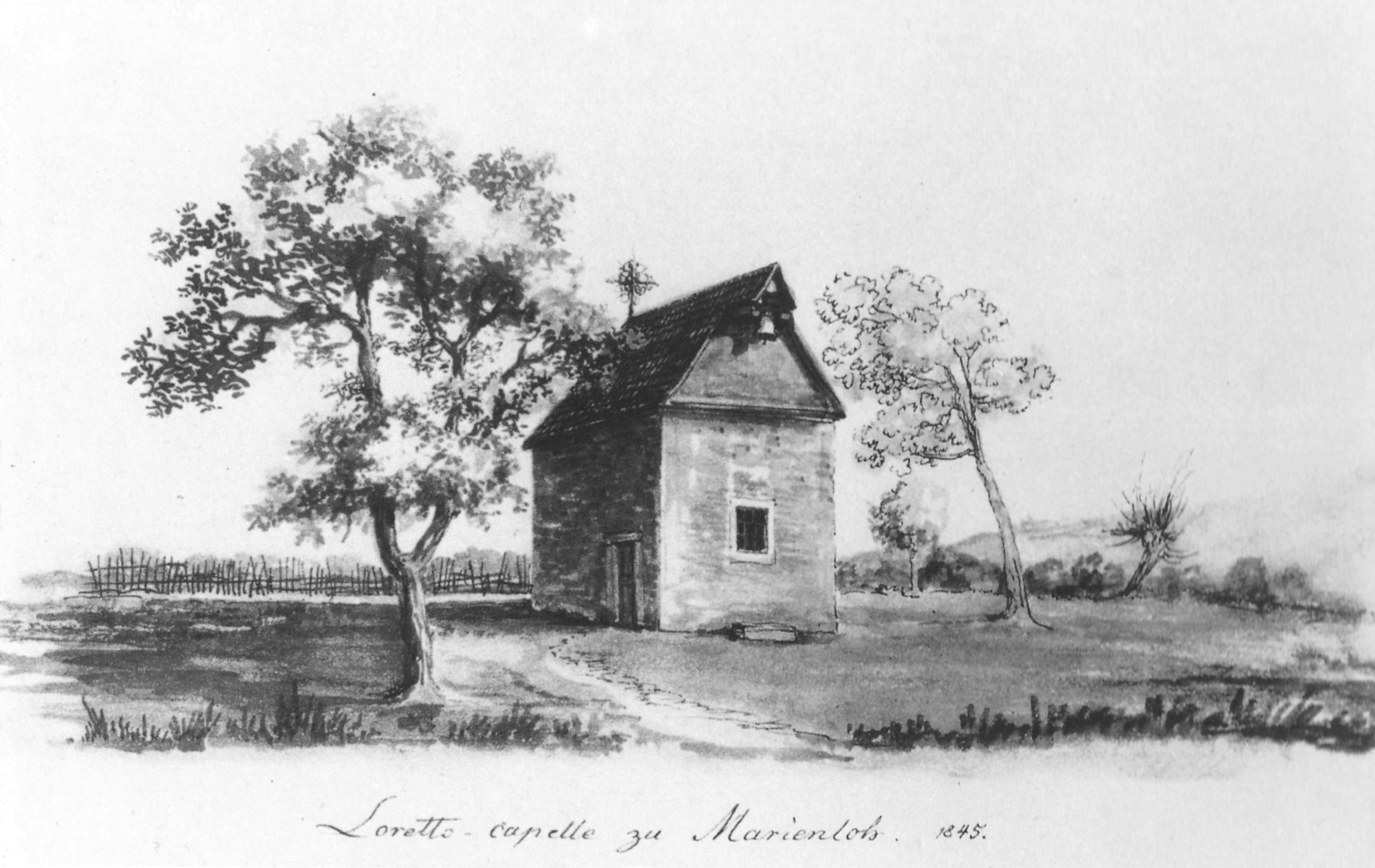
Loreto-Kapelle in Marienloh, erbaut 1678–1680, abgebrochen 1855, Zeichnung von Franz Josef Brand

Die Marienloher Loretokapelle wurde im Auftrag des Fürstbischofs Ferdinand von Fürstenberg am 1. August 1680 geweiht durch den berühmten, inzwischen seliggesprochenen Weihbischof Niels Stensen.
Nun setzten auch wieder die Wallfahrten ein. Der Dechant des Busdorfstiftes, Theodor Holter, richtete 1714 an Papst Clemens XI. die Bitte, dieser Kapelle für den 10. Dezember die Messe von der Übertragung des Heiligen Hauses in Loreto zu genehmigen, da die Kapelle nach dessen Vorbild erbaut sei und besonders an Marienfesten vom Volke fleißig besucht werde. Zu dieser Loretokapelle ging von der Pfarrei Neuenbeken, zu der, wie erwähnt, Marienloh bis 1894 gehörte, am Pfingstdienstag eine Prozession. Wallfahrer aus Paderborn, Schloss Neuhaus und anderen Nachbarorten strömten dann in Marienloh zusammen und es wurde eine Prozession durch den Ort gehalten. Diese Prozession wurde in der Aufklärungszeit, im Jahre 1785, auf Wunsch des Pfarrers Kösters von Neuenbeken abgeschafft.
Der Fürstbischof Friedrich Wilhelm von Westphalen, der das Prozessionswesen in den Pfarreien regelte, billigte den Entschluss des Pfarrers, die Prozession ganz einzustellen und sie auch nicht, wie sonst allgemein vorgeschrieben, auf den folgenden Sonntag zu verlegen, da „durch solche Bittgänge den Landleuten der höchstnötige Unterricht, den sie an den Feiertagen aus den Predigten und nachmittägigen Erklärungen der christlichen Glaubens- und Sittenlehren in ihren Pfarrkirchen erhalten müssten, entzogen wird“.

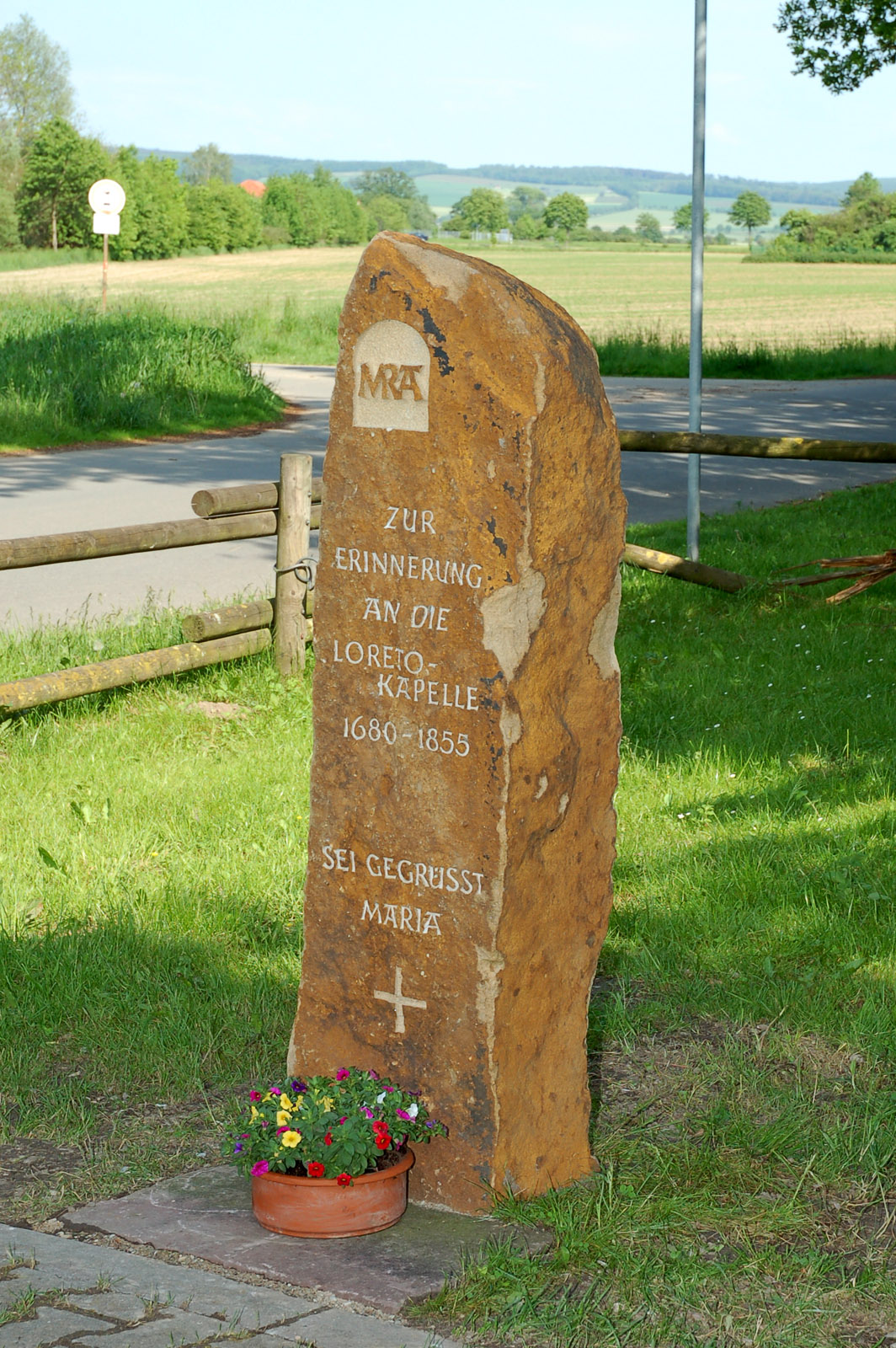
Stele zum Gedenken an die Loretokapelle in Marienloh

Die Loretokapelle verfiel und wurde 1848 bis 1850 ersetzt durch eine neue an der jetzigen Detmolder Straße. Diese Kapelle wurde 1935 zur jetzigen Pfarr- und Wallfahrtskirche umgebaut. Eine Steinstele an der Detmolder Straße, Ausgang Marienloh, rechts Richtung Bad Lippspringe erinnert an den ungefähren Standort der Loretokapelle.
Das Gnadenbild mit seiner Holzgewandung überstand zwar die Aufklärungszeit, teilte aber im Übrigen das Schicksal anderer Gnadenbilder. Die Verehrung des Bildes und die Wallfahrten hörten auf. Das Gnadenbild selbst wurde in einer dunklen Nische in der Rückwand des Hauptaltares der neuen Kapelle aufgestellt.
Pfarrer Stracke, von 1934 bis 1955 Pfarrer in Marienloh, ließ das Gnadenbild restaurieren. Es wurde am 8. September 1934, am Fest Mariä Geburt, benediziert und auf dem rechten Seitenaltar der Pfarrkirche, dem Marienaltar, aufgestellt. Seitdem ist die Verehrung des alten Gnadenbildes wieder aufgelebt; es kommen geschlossene Wallfahrten aus der näheren und weiteren Umgebung und auch viele Einzelbesucher. Es vergeht kaum ein Tag, an dem nicht stille Beter kommen und vor dem Bild knien. Die Hauptwallfahrtszeit ist im Mai und im Oktober.

## Architektur

### Außen

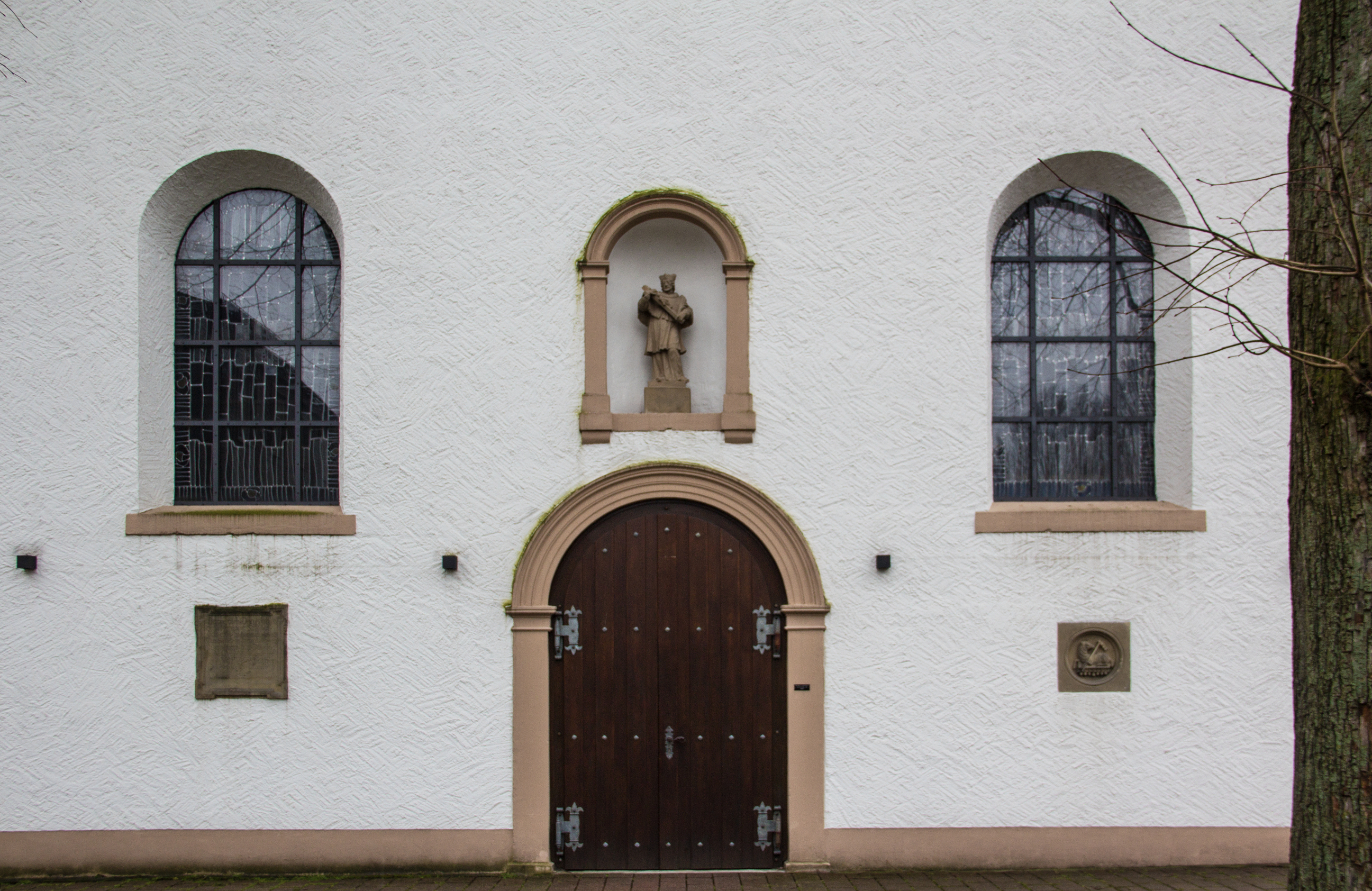
Rundbogenportal der Kirche St. Joseph in Paderborn-Marienloh

Die Marienloher Pfarrkirche ist aufgrund ihrer Lage an der Durchgangsstraße (jetzige Detmolder Straße) von Paderborn nach Detmold nach Norden ausgerichtet. Sie ist ein einschiffiger Bau mit eingeschobenem Querschiff. Vom ursprünglichen Bau des Jahres 1848 stehen noch die Umfassungsmauern des Kirchenschiffs. Alle anderen Bauteile sind 1934 bzw. 1996 und 2013 erweitert und renoviert worden. Der Außenbau folgt vom Grundriss her einer schlichten Rechteckform für das Hauptschiff, dem quergelagert das Querschiff eingeschrieben ist. An der Ostseite des Querschiffs wurde ein kleiner kapellenartiger Raum angebaut, der zum Kirchenschiff hin durch eine Glasabtrennung verschlossen ist. So kann das Gnadenbild „Mutter der sieben Freuden“ besucht werden, ohne dass das Hauptschiff der Kirche betreten werden muss. An der Westseite des Querschiffs wurde bei der letzten Renovierung 2012/2013 eine Beichtkapelle angefügt. Ein schlichtes Rundbogenportal bietet Einlass in die Kirche. In der kleinen Nische darüber steht eine Skulptur des hl. Nepomuk, rechts vom Portal ist ein Steinrelief des apokalyptischen Lammes auf dem Buch mit den sieben Siegeln, das aus dem 1900 errichteten, nun aber zerstörten Hochaltar stammt, eingelassen; links davon eine 1693 datierte, teils als Chronogramm abgefasste Inschrift.

### Innenraum

#### Rundgang
Der Innenraum öffnet sich als weite rechteckige Halle. Die Raumstruktur wird von einem 80 m² großen Deckengemälde betont. Der Chorraum ist etwas schmaler als der übrige Kirchenraum. Ihm sind tiefe, raumhohe Nischen vorgeblendet, in denen im Westen die Skulptur des Kirchenpatrons St. Joseph und im Osten das Gnadenbild stehen. Die Form der rundbogigen Nischen wird aufgegriffen in der bogenförmigen Umrahmung der plastischen Kreuzigungsgruppe im Zentrum der Chorrückwand, die optisch mit Altar und Tabernakel eine Achse bildet.
Vor dem Altar befinden sich die Gräber des Kanonikus Herrmann von Hartmann (1787–1860), Stifter und Erbauer der Kirche, und des Vikars Johannes Pollmeyer (1802–1893).
Die Kirchenrenovierungen in den Jahren 1996 und 2012/2013 schaffen eine harmonische Atmosphäre, die dem Besucher die ungestörte Andacht ermöglicht.
Die liturgische Einrichtung des Chorraums mit Altar, Ambo und Tabernakelschrein wurde von den Gebrüdern Christoph und Michael Winkelmann in Möhnesee-Günne geschaffen.

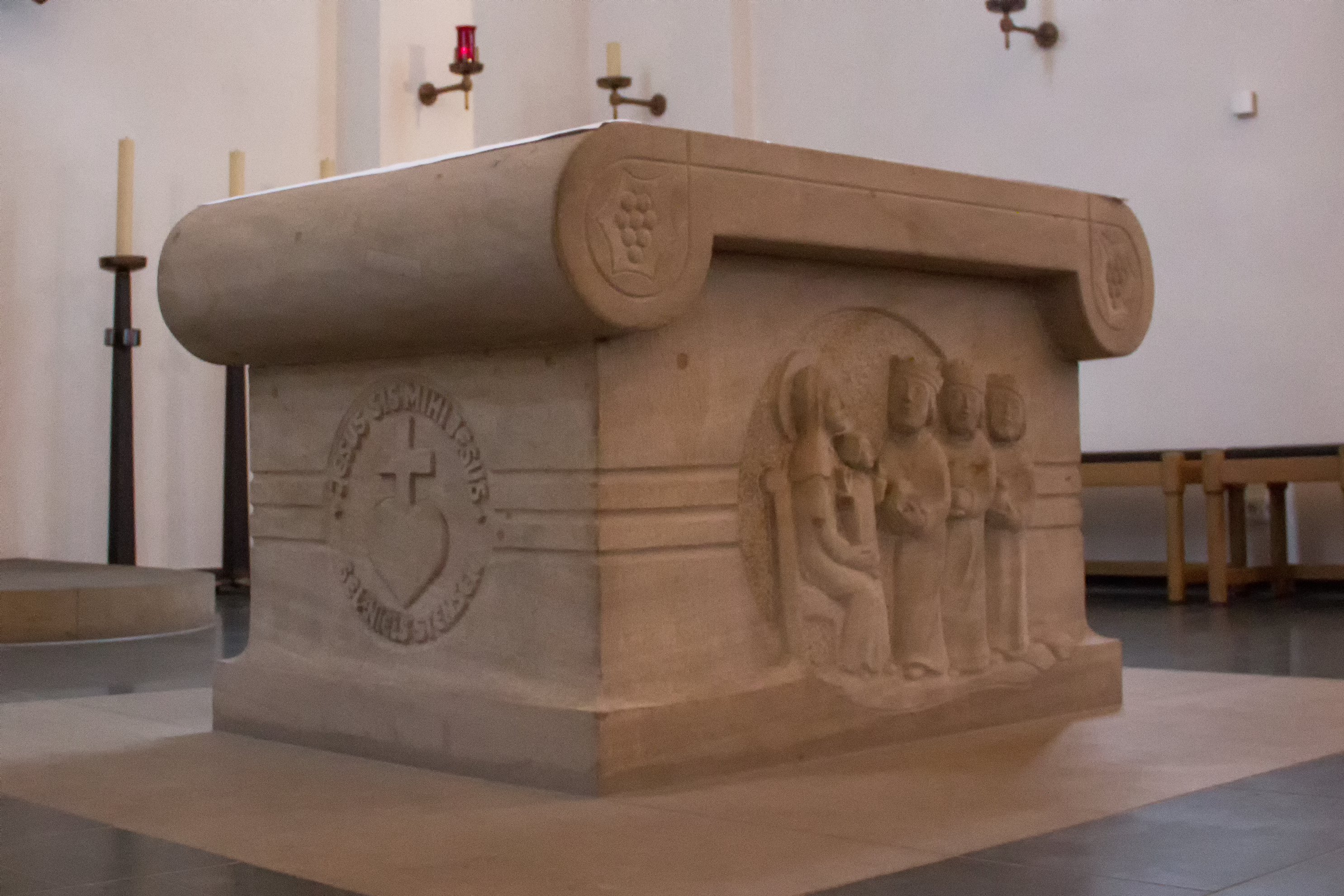
Altar der Pfarrkirche Marienloh

Der Altar ist aus Stein gehauen und nimmt in der Gestaltung der eigentlichen Altarplatte mit den volutenartigen Ausläufern rechts und links spätantike Formen auf. Die Schauseite zum Kirchenschiff zeigt als figürlichen Schmuck Maria und das Jesuskind, dem die heiligen drei Könige ihre Gaben bringen. Die rechte Schmalseite schmückt ein Relief mit dem Emblem der seligen Pauline von Mallinckrodt, einer Nichte des Kirchenstifters Kanonikus von Hartmann; auf der linken Seite das Wappen des seligen Weihbischofs Niels Stensen, der den Altar der Loretokapelle weihte.
Im Mittelpunkt der Rückwand befindet sich der Tabernakelschrein, der die Volutenform des Altars aufnimmt, in Kombination mit einer Kreuzigungsgruppe. Die Holzschnitzarbeiten des Tabernakels sind ebenfalls von den Gebrüdern Winkelmann ausgeführt worden und zeigen das Lamm Gottes als Apokalyptisches Lamm, umgeben von den Edelsteinen aus der Stadtmauer des Himmlischen Jerusalems und der griechischen Inschrift (Licht – Leben).
Der Ambo vervollständigt die liturgische Einrichtung des Chorraums. Abgesehen vom Relief des Hahnes auf der Vorderseite ist ein ikonographisches Detail auf der linken Schmalseite der Buchauflage bemerkenswert. Man sieht in flacher Reliefarbeit einen Mann, der sich die Nase zuhält und mahnend die Hand erhebt. Der fromme Zuhörer der Verkündigung ist gemeint, der – hier ohne Worte, aber ständig mahnend – dem Prediger bedeutet, dass er selbst unter dem Anspruch des Wortes Gottes steht und seinen Hörerinnen und Hörern nicht mehr zumuten soll, als er selbst zu tun bereit ist.
Dem Chorraum sind tiefe, raumhohe Nischen vorgeblendet. In ihnen stehen im Osten das Gnadenbild und im Westen die Skulptur des Kirchenpatrons St. Joseph. Vor der Josephsstatue steht der achteckige Taufstein aus blaugrauem Sandstein mit seinen neugotischen Verzierungen. Er stammt aus dem Jahr 1894 und gehörte zur Erstausstattung der Kirche. Ein von den Gebrüdern Winkelmann geschaffener hölzerner Deckel verschließt die Taufe. Sein Griff zeigt in hinreißendem Schwung den Propheten Jonas mit wie zum Gebet ausgebreiteten Armen, wie er soeben vom Walfisch ausgespien wird (Jon 2,11) und das wiedergewonnene Tageslicht begrüßt.
Der ebenfalls hölzerne, wie der Taufendeckel aus Eichenholz geschnitzte und farbig gefasste Osterleuchter, entstanden 1997, erinnert durch seine szenische Gestaltung an große mittelalterliche Vorbilder (Hildesheim, Rom).

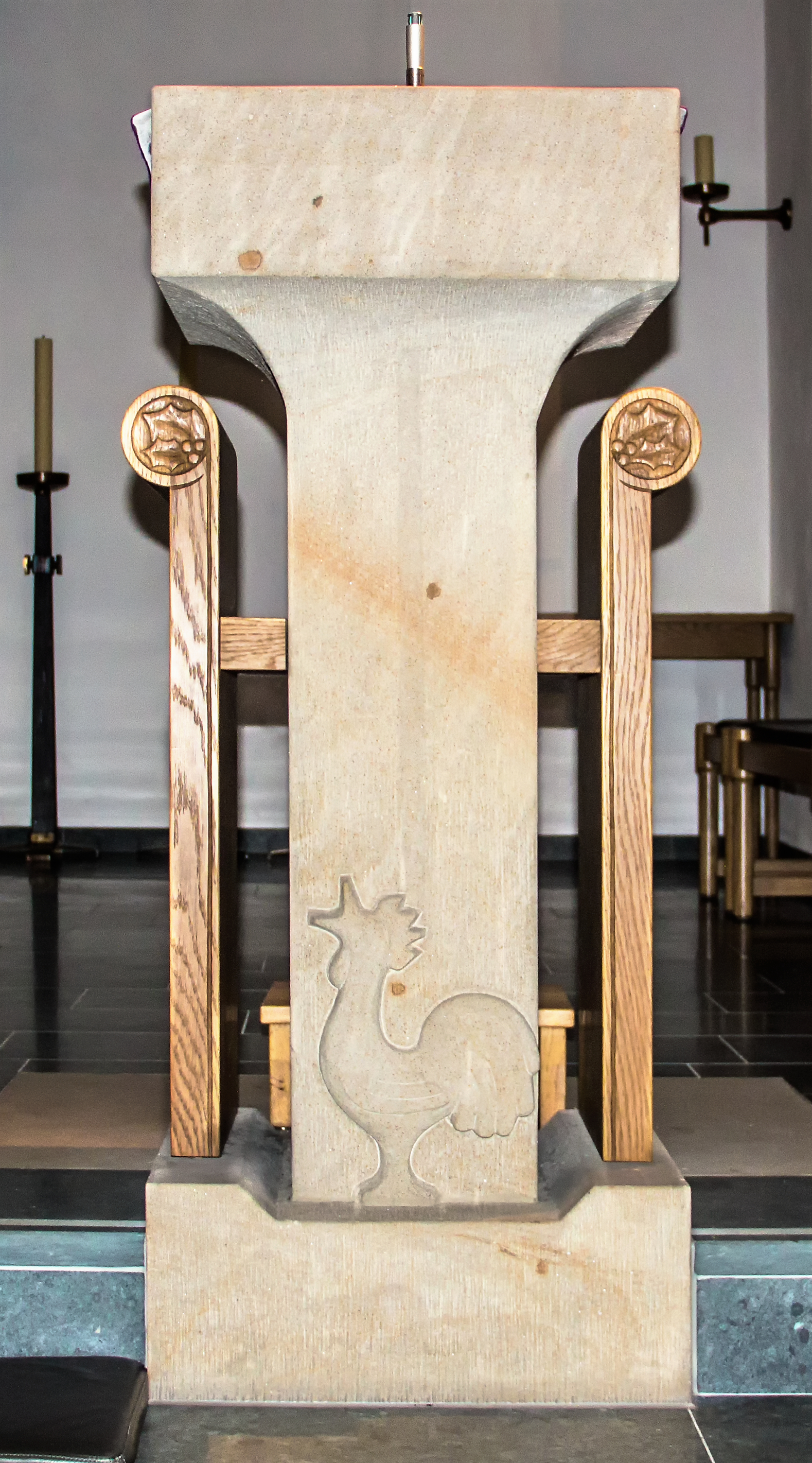
Ambo
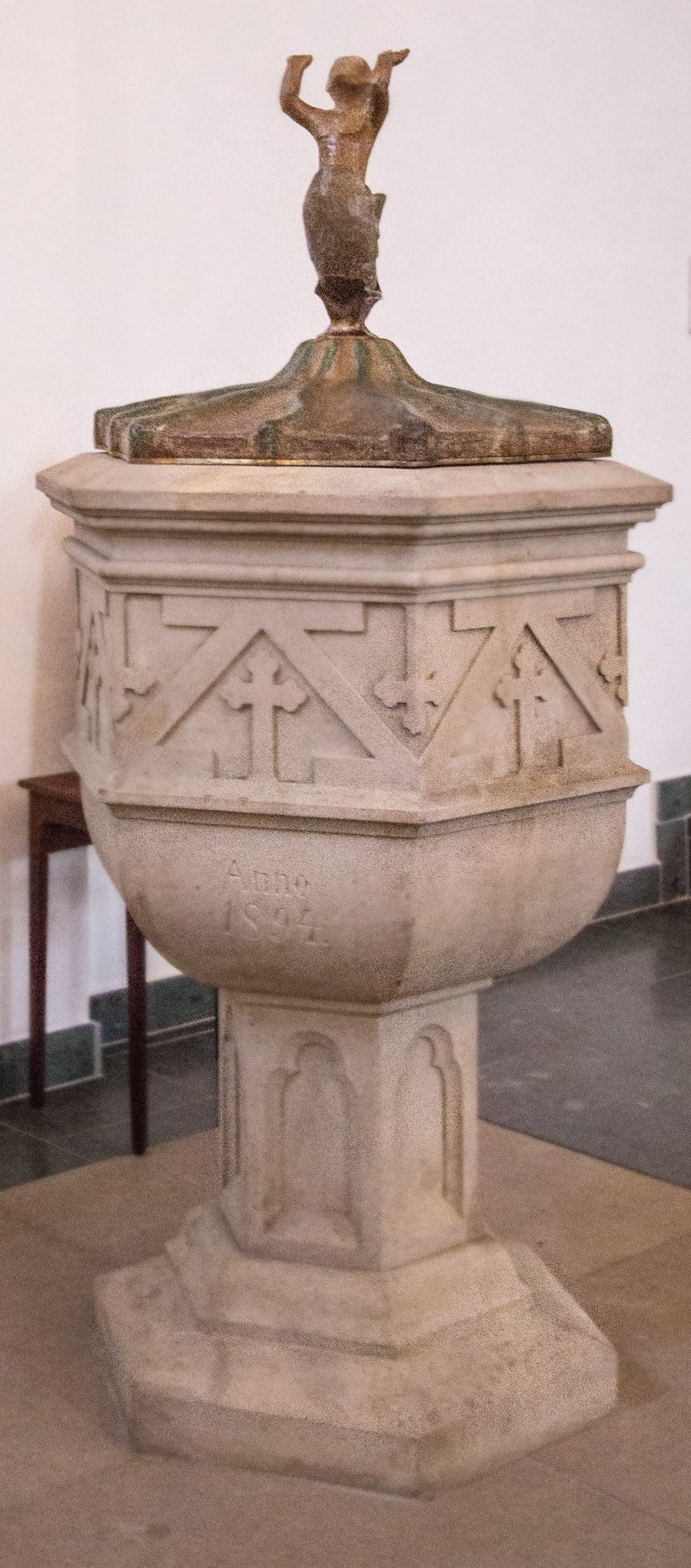
Taufstein
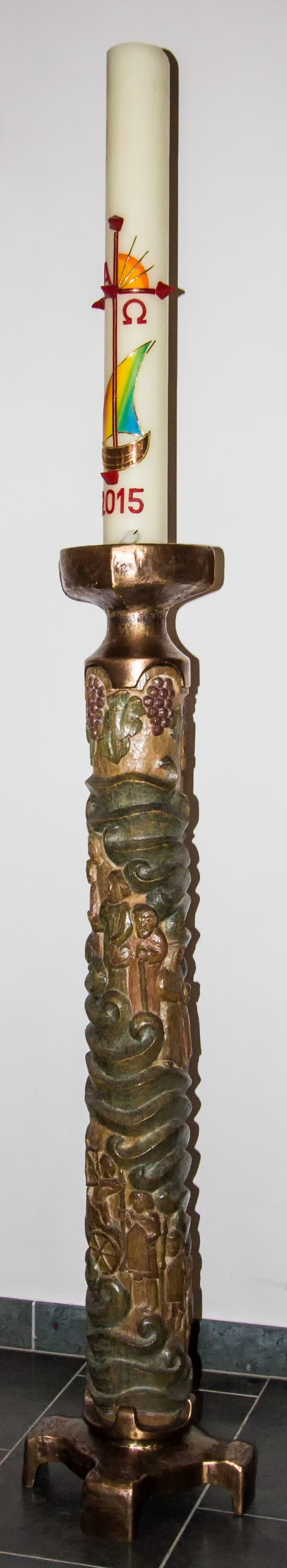
Osterleuchter
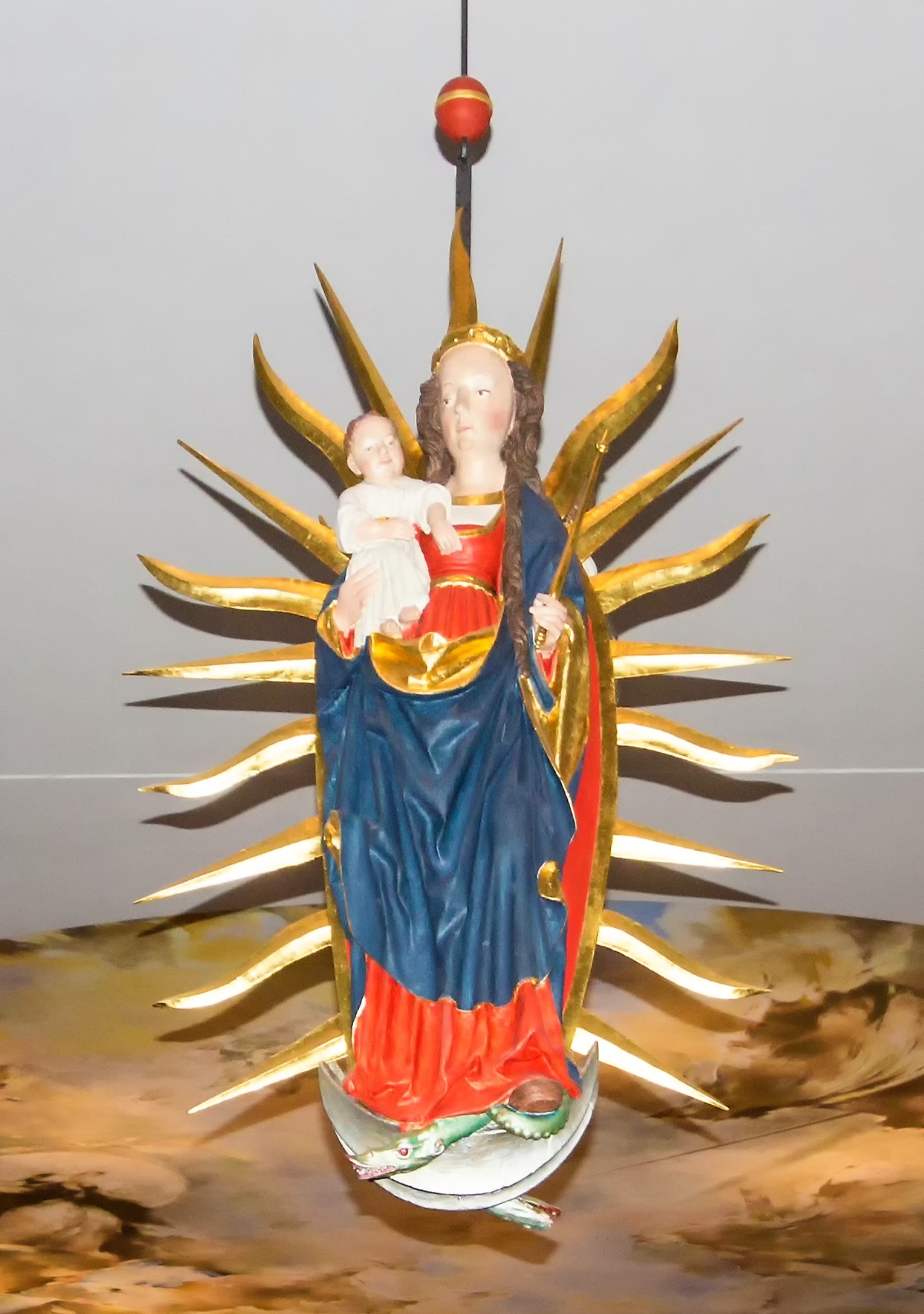
Doppelmadonna
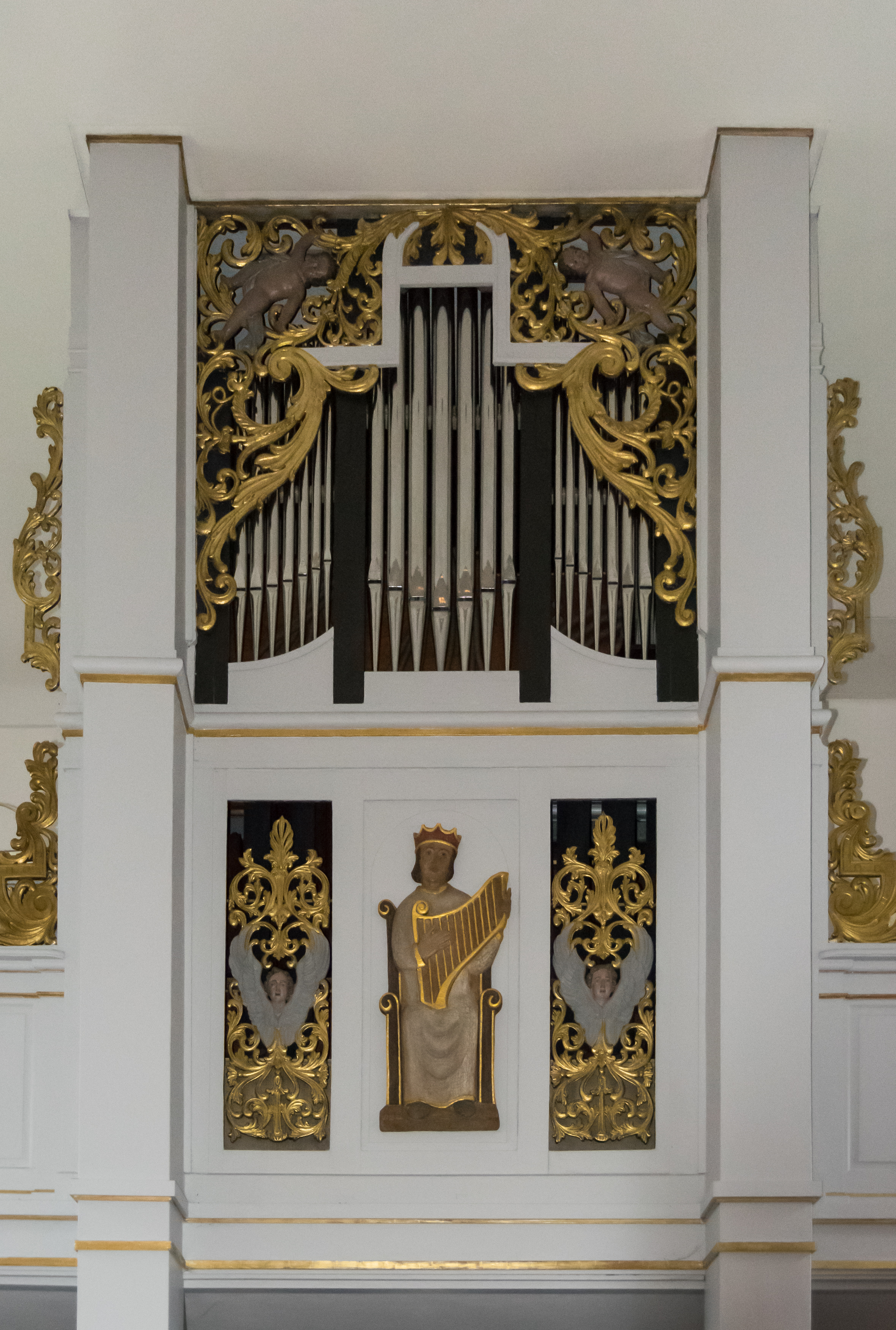
Orgel
Fürbittenbuch

Von der Decke des Mittelgangs hängt die Hälfte einer um 1500 geschaffenen Doppelmadonna. Maria, traditionell in blau-rote Gewänder gehüllt (Farbfassung und Doppelstück als Abguss 1994 erneuert), steht auf der Mondsichel und ist von einem Strahlenkranz hinterfangen. Auf ihrem rechten Arm sitzt der Jesusknabe, die linke hält ein Zepter.
Die Orgel ist ein zweimanualiges Werk der Firma Speith, Rheda-Wiedenbrück. Den Prospekt schmückt eine Darstellung des zitherspielenden Königs David. Goldgefaßte Schleierbretter mit barockem Rankenwerk akzentuieren den Prospekt.

#### Gnadenbild „Mutter der sieben Freuden“

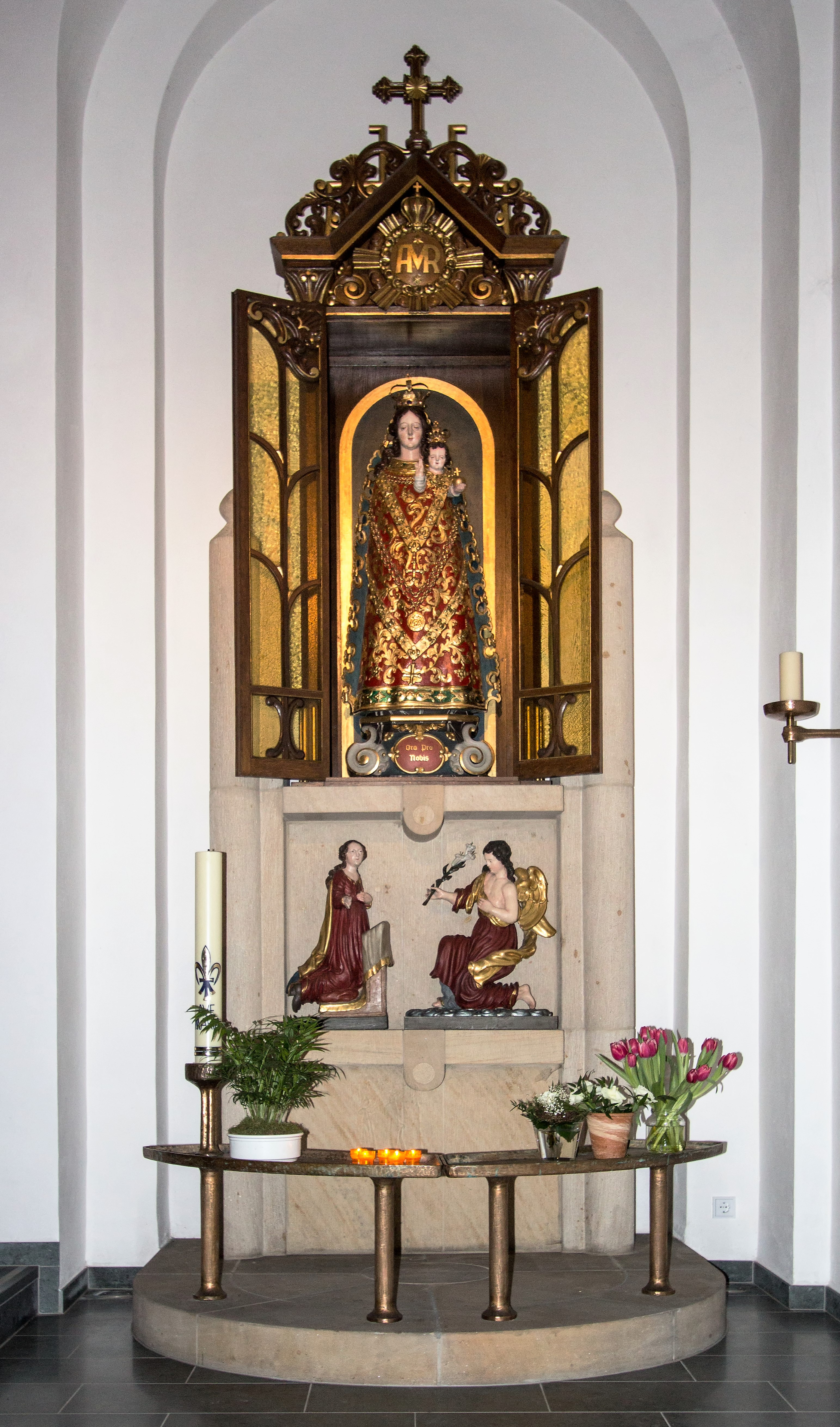
Gnadenbild in St. Joseph

Über Herkunft und Alter des Gnadenbildes ist nicht viel bekannt. Eine für Gnadenbilder nicht unübliche Legende erzählt, das Gnadenbild habe eines Morgens in einer Hecke gestanden.
Lange Zeit ging man davon aus, dass das Gnadenbild einen gotischen Kern habe. Heute wird aber angenommen, dass es von der Paderborner Künstlerin Gertrud Gröninger geschnitzt wurde und in der Erbauungszeit der Loreto-Kapelle, also um 1678 entstand. Das Muttergottesbild wird bereits 1752 als wundertätig bezeichnet. In diesem Jahr richtete der Franziskanerbruder Christoph Böger aus Brakel an den Fürstbischof Clemens August ein abschlägig beschiedenes Gesuch, bei der Kapelle eine Eremitage errichten und sich dort als Einsiedler niederlassen und den Kindern Unterricht geben zu dürfen. Er schreibt weiter, in der Kapelle befinde sich ein wundertätiges Marienbild, zu dem von Einzelnen und von ganzen Dorfgemeinschaften Wallfahrten gemacht würden, wie die Pfarrer der ganzen Gegend bezeugen könnten.
Maria und das Jesuskind sind frontal zum Betrachter gezeigt. Die Gottesmutter trägt ihr braunes Haar offen und ist mit einer separaten Bügelkrone bekrönt. Der ebenfalls bekrönte Jesusknabe grüßt mit der rechten Hand jene, die vor dem Bild beten, und verheißt göttlichen Segen. Mit der linken Hand hält er die Weltkugel mit darauf stehendem Kreuz.
Die Krone des Jesuskindes und seiner Mutter wie auch die kostbaren Stoffe ihrer Kleidung weisen auf ihre hohe Würde hin und auf die Verehrung, die ihnen seit mehr als 2000 Jahren entgegengebracht wird. Während aber barocke Gnadenbilder häufig mit Stoff bekleidet sind, ist das Gewand des Marienloher Gnadenbildes geschnitzt, mit großer Meisterschaft, wie sich unschwer erkennen lässt. Die Abkürzung MRA für Maria, Königin der Engel = Maria Regina Angelorum ist vom Gnadenbild in das Ortswappen von Marienloh übernommen worden.
Im Gnadenbild „Mutter der sieben Freuden“ werden die ersten fünf Geheimnisse des freudenreichen und die letzten zwei des glorreichen Rosenkranzes als die sieben Freuden verehrt:
1. Verkündigung
2. Besuch Marias bei Elisabeth
3. Geburt Jesu
4. Darstellung im Tempel
5. Wallfahrt des 12-jährigen Jesus nach Jerusalem
6. Aufnahme Mariens in den Himmel
7. Krönung Mariens.

#### Deckengemälde

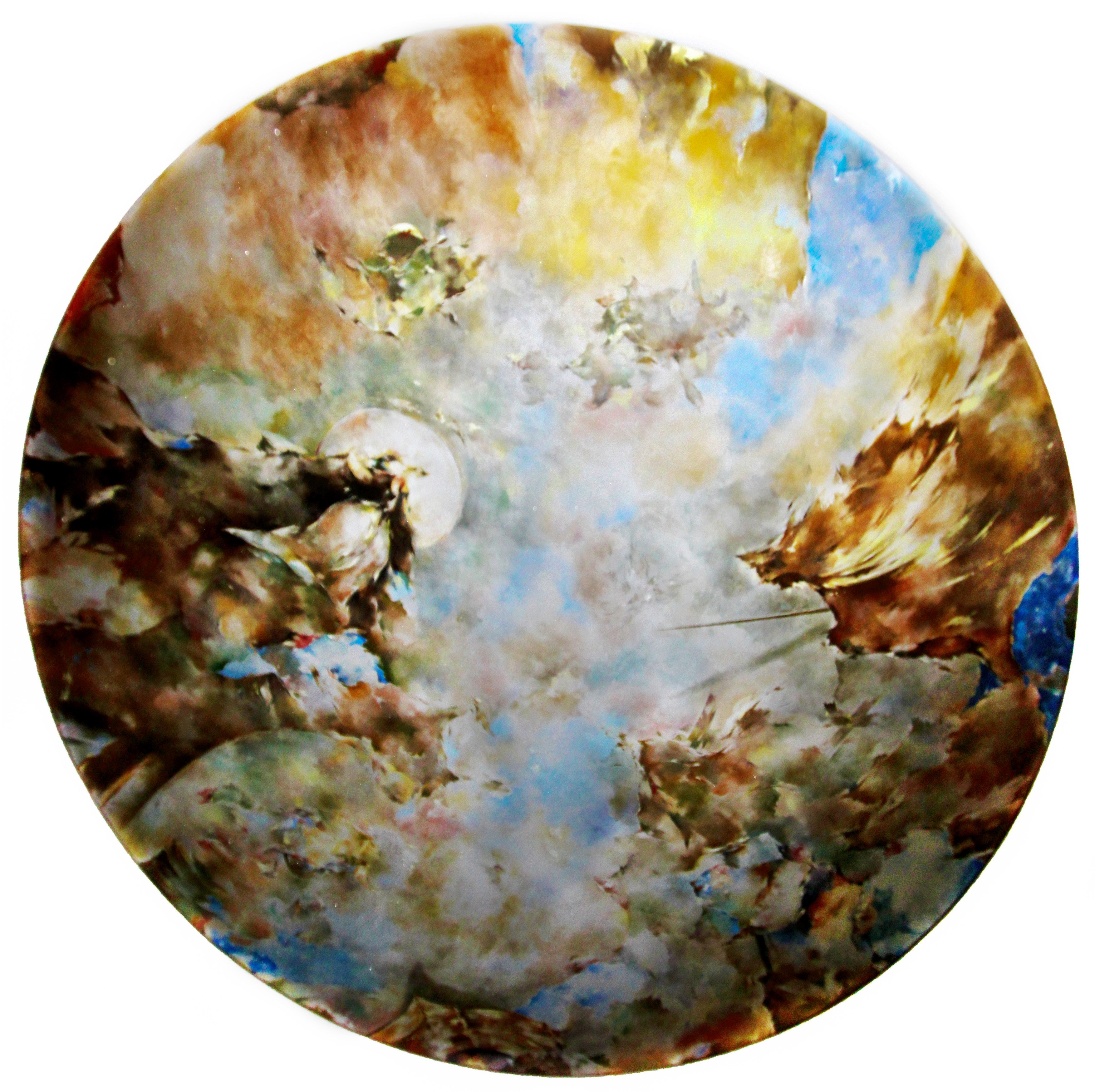
Deckengemälde der St. Joseph-Pfarrkirche in Paderborn-Marienloh

Von herausragender Bedeutung ist das kreisrunde, ca. 80 m² große Deckengemälde. Es wurde von dem Berliner Künstler Peter Schubert gemalt, der von Anfang Dezember 2012 bis Januar 2013 in der Kirche tätig war.
Der Künstler wollte nach eigener Aussage den Himmel als spirituelle Größe malen. In der dramatischen Ausführung gibt es dunkle Partien, die mit den hellen im Kampf zu liegen scheinen bzw. sie verdecken wollen. Die hellen, lichten Partien tragen den Sieg davon. So entsteht nach Art des Barocks in der Vierung des flach gedeckten Kirchenraumes eine virtuelle Kuppel.
Schubert malt abstrakt, bezieht aber auch Motive, die am Rande der figürlichen Malerei stehen, in die Darstellung ein. Das Gemälde soll Bekanntes suggerieren, aber nicht darstellen.

#### Chorrückwand
Von Peter Schubert stammt auch die Ausmalung der Chorwand hinter der Kreuzigungsgruppe. Durch ihre farbige Gestaltung wird der Kirchenraum zu einer Einheit zusammengebunden; das gestaltete Deckengemälde erhielt eine entsprechende Ergänzung und ist somit kein Fremdkörper. Hier hat der Künstler die dunklen Farben des Deckengemäldes weggelassen und nur die hellen aufgegriffen. Die lichten Farben der Chorrückwand können so deutlich machen, dass die Kreuzigung Jesu nicht die letzte Station seines Lebens war, sondern ihr die Auferstehung folgte.